# 旧巴拉吕克
旧巴拉吕克（法語：Balaruc-le-Vieux，法語發音：[balaʁyk lə vjø]）是法国埃罗省的一个市镇，位于该省中东部沿海，属于蒙彼利埃区。

## 地理
旧巴拉吕克（43°27'37"N, 3°41'5"E）面积5.92 平方千米，位于法国奧克西塔尼大區埃罗省，该省份为法国南部沿海省份，南濒地中海，西南接奥德省，西北接塔恩省和阿韦龙省，东北与加尔省接壤。
与旧巴拉吕克接壤的市镇（或旧市镇、城区）包括：弗龙蒂尼昂、巴拉吕克莱班、布济格、日让、普桑。

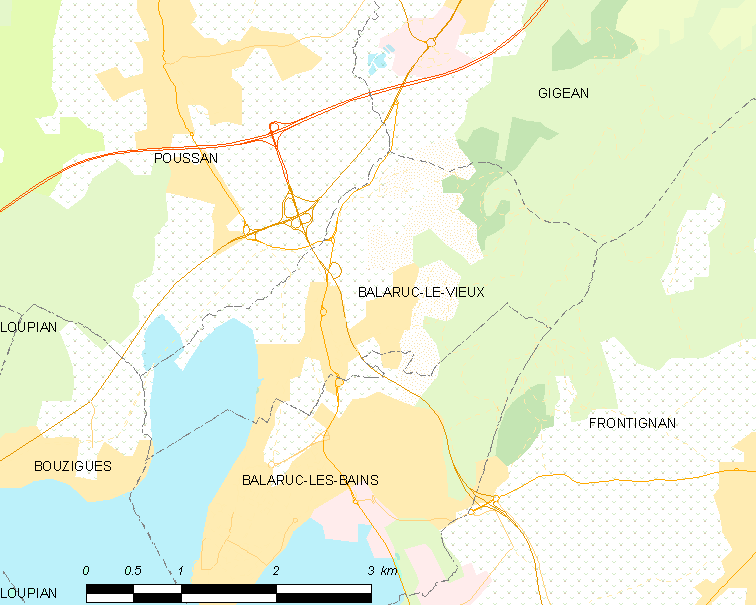
旧巴拉吕克的OSM定位图

旧巴拉吕克的时区为UTC+01:00、UTC+02:00（夏令时）。

## 行政
旧巴拉吕克的邮政编码为34540，INSEE市镇编码为34024。

## 政治
旧巴拉吕克所属的省级选区为弗龙蒂尼昂县。

## 人口

1962-2008年间旧巴拉吕克人口变化图示

旧巴拉吕克于2022年1月1日时的人口数量为2749人。